# Dumb & Dumber
Dumb and Dumber ou Dumb & Dumber (bra: Debi & Lóide - Dois Idiotas em Apuros; prt: Doidos à Solta) é um filme de comédia de estrada estadunidense de 1994, dirigido por Peter Farrelly – em sua estreia como cineasta –, que coescreveu o roteiro ao lado de Bobby Farrelly e Bennett Yellin. O filme é estrelado por Jim Carrey e Jeff Daniels nos papéis de Lloyd Christmas e Harry Dunne (no Brasil, Debi), dois amigos idiotas, porém bem-intencionados, de Providence, Rhode Island, que partem em uma viagem para Aspen, Colorado, afim de devolverem uma maleta cheia de dólares a sua legítima dona, sem imaginarem que a quantia foi deixada propositalmente e era o pagamento de um resgate. Lauren Holly, Mike Starr, Charles Rocket e Teri Garr interpretam os demais papéis coadjuvantes.
Foi lançado em 16 de dezembro de 1994 nos Estados Unidos. No Brasil, o filme foi lançado no ano seguinte, em 14 de julho de 1995. Embora a recepção inicial de Dumb and Dumber tenha sido mista, o filme foi um sucesso comercial, tendo desenvolvido um culto de seguidores ao longo dos anos desde então. O sucesso de Dumb and Dumber lançou a carreira dos irmãos Farrelly e ajudou a de Carrey. O sucesso de Dumb and Dumber lançou a carreira dos irmãos Farrelly, estabeleceu o alcance do até então dramaticamente aclamado Daniels como um talentoso ator cômico e revitalizou sua carreira em Hollywood, além de solidificar a reputação de Carrey como um dos comediantes mais populares da década de 1990. O filme também gerou uma série animada de televisão, uma prequela de 2003 e uma sequência, lançada em 2014.

## Enredo
Lloyd Christmas e Harry Dunne são dois melhores amigos pouco inteligentes, porém bem intencionados, que dividem um apartamento em Providence, Rhode Island, enquanto trabalham em subempregos para conseguirem abrir sua própria loja de animais. Lloyd é motorista de limusine, enquanto Harry trabalha num pet shop, tendo gastando muito dinheiro para deixar seu furgão (um Ford Econoline 1984) parecido com um cachorro. 
Enquanto leva uma passageira chamada Mary Swanson para o aeroporto, Lloyd se vê instantaneamente atraído e apaixonado por ela. Ao perceber que Mary embarcou deixando uma maleta no pátio do saguão, Lloyd tenta sem sucesso devolvê-la, sem imaginar que a maleta  deixada contém o pagamento de resgate do marido sequestrado de Mary, que iria ser pego ali por dois criminosos, Joe "Mental" Mentalino e J.P. Shay. 
Após serem demitidos de seus respectivos empregos, Lloyd convence Harry a viajar com ele para Aspen, onde deseja não só devolver a maleta à Mary, como também ascender socialmente. Os dois iniciam a viagem em seu "furgão canino", sem suspeitarem de que estão sendo seguidos por Mental e Shay, que acreditam que eles sejam profissionais investigando o caso. Ao longo da viagem, a dupla enfrenta diversos percalços, como serem parados por um policial de motocicleta e entrarem em confronto com um caminhoneiro violento chamado Sea Bass em uma lanchonete.
Sob as ordens de Nicholas Andre, um amigo da família de Mary e mentor por trás do sequestro de seu marido Bobby, Mental se passa por um caroneiro e é pego por Harry e Lloyd, que o irritam com seu comportamento infantil. Parando para almoçar, Mental planeja envenenar a dupla com pílulas de veneno para rato, mas eles o enganam colocando bastante pimenta em seu hambúrguer, o que agrava sua úlcera estomacal. Confundindo as pílulas com o medicamento de Mental, eles o matam inadvertidamente com o veneno, continuando a viagem em seguida.
Em um posto de gasolina, Harry flerta com uma recém-divorciada chamada Beth, que também está viajando para Aspen, e, sem querer, salva Lloyd de ser torturado por Sea Bass. A polícia espera para interceptar a dupla na estrada para o Colorado, mas Lloyd pega uma curva errada e dirige a noite toda para Lincoln, Nebraska. Ao perceber o erro de Lloyd, Harry desiste da viagem e os dois brigam, porém Lloyd o convence a continuar depois de trocar a van dos dois por uma minibike.
A dupla enfim chega a Aspen, mas não conseguem encontrar Mary ou sequer lembrar o sobrenome dela, tendo de passarem a noite no frio. Enfurecido, Harry ataca Lloyd e sem querer os dois acabam descobrindo a alta quantia em dinheiro que a maleta possuía. Os dois resolvem gastar parte da fortuna, hospedando-se em um hotel de luxo e passando a viver como milionários. Ao lerem um jornal, eles descobrem que os Swanson darão uma festa beneficente, na qual um nervoso Lloyd convence Harry a reaproxima-lo de Mary. Harry acaba chamando a atenção da madrasta de Mary, que a convence a sair com ele para se distrair, o que Harry acaba aceitando, mas mente para Lloyd, dizendo que o arranjou um encontro.

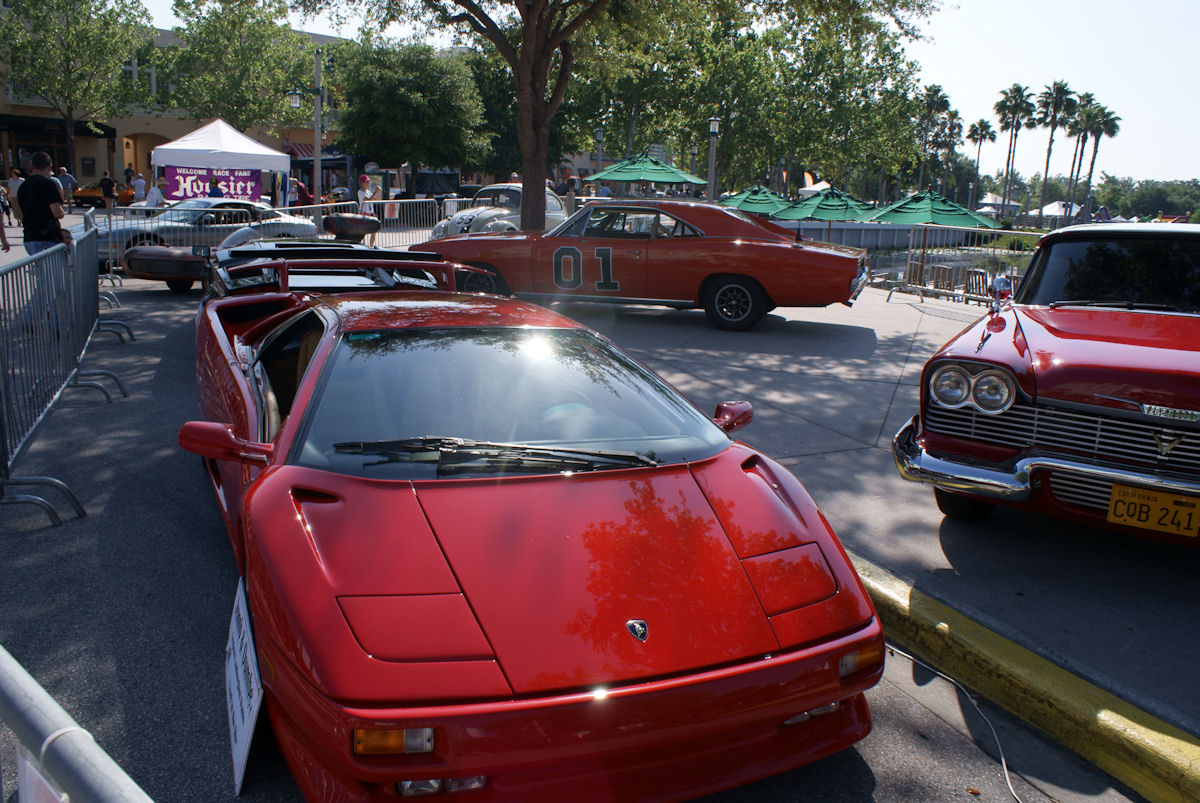
Um modelo de Lamborghini Diablo 1993 na cor vermelha, comprado por Harry e Lloyd com o dinheiro da maleta.

No dia seguinte, Mary sai para esquiar com Harry, confundindo sua estupidez com humor intencional. Enquanto isso, Lloyd aguarda no bar do hotel, onde também conhece Beth. Ao ir até a mansão dos Swanson, Lloyd flagra Harry deixando Mary em casa, e enciumado, vinga-se do  amigo colocando laxante em seu café, arruinando seu novo encontro com ela. Lloyd aproveita para se reapresentar a Mary e a leva até o hotel para devolver sua maleta, declarando-se para ela em seguida. 
Lloyd e Mary são surpreendidos por Nicholas, que os mantém sob a mira de uma arma e fica furioso ao descobrir que Harry e Lloyd gastaram todo o dinheiro do resgate, substituindo-o por notas promissórias. Harry chega e também é rendido, sendo baleado por Nicholas e fingindo-se de morto antes de revidar de forma errônea. Uma equipe do FBI invade o local, liderada por Beth, que se revela uma agente no encalço dos sequestradores e que preparou Harry antes dele entrar, lhe dando um colete à prova de balas e uma arma. Nicholas e Shay são presos, enquanto Mary reencontra Bobby, para grande surpresa e decepção tanto de Lloyd, quanto de Harry.
Com a viagem frustrada e sem nenhum dinheiro, Debi e Lloyd retornam para casa a pé, depois que todas as suas compras foram confiscadas e sua minibike quebrou. A dupla é surpreendida por um ônibus cheio de modelos de biquíni em turnê nacional, e que estão à procura de dois rapazes para serem seus bronzeadores; eles ignorantemente rejeitam a proposta e as convencem a procurarem por alguém em Aspen. Harry e Lloyd continuam a viagem, concluindo que um dia eles também poderão ter essa mesma sorte e para que isso aconteça é só ficarem bem atentos.

## Elenco
- Jim Carrey como Lloyd Christmas, um rapaz certamente estúpido de Q.I. abaixo do normal que vive de bicos (sendo demitido por incompetência de vários empregos) e atualmente trabalha como motorista de aeroporto. Quando conhece Mary Swanson, Lloyd logo se apaixona por ela e ao perceber que ela é uma mulher de posses, acredita que se relacionar com ela pode mudar seu status de vida na sociedade, desta forma, nutre um amor platônico por ela.
- Jeff Daniels como Harry Dunne (no Brasil, Debi Dunne), melhor amigo de Lloyd, igualmente estúpido e ingênuo. Débi trabalha como cuidador de cães para um Pet Shop, mas devido à sua incompetência, acaba perdendo o emprego, além de gastar uma grande quantia de dinheiro para fazer com que seu furgão se pareça com um cachorro. Ele e Lloyd tem a intenção de abrir uma grande loja de animais com a qual pretendem vender minhocas. Por mais que se mostre tão burro quanto Lloyd, em muitas situações, Débi mostra que é certamente mais inteligente que seu amigo
- Lauren Holly como Mary Swanson, uma rica herdeira de uma família de posses que é alvo de interesse platônico de Lloyd e mais tarde de Débi. Na verdade, Mary é casada (fato desconhecido por Débi e Lloyd durante todo o filme) e deseja pagar uma quantia em dinheiro para a libertação de seu marido Bobby que fora sequestrado por homens aliados a Nich Andrew, ex-noivo de Mary que quer se vingar de ter sido trocado por este. Débi e Lloyd não fazem a menor ideia de que Mary é casada e Lloyd vê nesta uma maneira de subir seu status na sociedade enquanto Débi decide acompanhar seu amigo também na intenção de mudar de vida.
- Charles Rocket como Nicholas Andre, o principal vilão do filme, é o homem por trás do sequestro de Bobby Swanson. Nich é um rico mafioso bastante influente, confidente de longa data dos Swanson que costumava ser o noivo de Mary, com quem vivia um relacionamento forçado e arranjado, mas que ela dispensou e o trocou por Bobby, deixando Nich irado e fazendo com que o mesmo decida se vingar, sequestrando Bobby. Os homens de Nich perseguem Débi e Lloyd estrada afora pensando que estes são agentes do FBI ou supostos guarda-costas dos Swanson na intenção de proteger Mary dos mafiosos.
- Mike Starr como Joe "Mental" Mentaliano, um homem obeso que é o braço direito de Nicholas Andrew que mata o periquito de Débi e mais tarde pega carona com este e Lloyd, ainda na estrada, na intenção de matá-los no fim da viagem, mas é ele quem acaba caindo no próprio golpe.
- Karen Duffy como J.P. Shay, cúmplice de Mental.
- Teri Garr como Helen Swanson, madrasta de Mary que juntamente a seu marido, tem seu ex-futuro genro Nicholas como confidente da família mesmo depois do rompimento do noivado deste com Mary, desta forma, nem desconfia que Bobby fora sequestrado por Nich em forma de vingança.
- Hank Brandt como Karl Swanson, pai de Mary que no passado arranjou o romance entre sua filha e Nicholas, e mesmo depois do rompimento do mesmo, ainda confia no ex-futuro genro como confidente da família, sem nem sequer desconfiar que este é o cérebro por trás do sequestro do marido de sua filha.
- Cam Neely como Sea Bass, um caminhoneiro valentão alto e forte que confronta Débi e Lloyd numa lanchonete no caminho para Aspen, após Débi acidentalmente jogar sal para trás e cair na mesa em que Sea Bass está lanchando com seus amigos. Após o valentão ser engambelado pela dupla, ele reencontra Lloyd tempos mais tarde no banheiro de um posto na estrada e tenta se vingar dele, mas quando vai torturá-lo, Débi entra com tudo na cabine onde os dois estão e abre a porta nocauteando Sea Bass e salvando Lloyd de ser abusado e espancado.
- Victoria Rowell como Beth Jordan, uma mulher divorciada a caminho de Aspen, com quem Debi flerta no mesmo posto de gasolina onde Lloyd é quase torturado por Sea Bass; mas o flerte dos dois é interrompido, pois Debi havia derramado gasolina em seus pés e quando foi ajudar Beth a acender seu cigarro, acabou encostando em suas pernas, que estavam molhadas de gasolina e começaram a pegar fogo, obrigando Debi a sair dali e procurar água, e ele o faz invadindo o banheiro e nocauteando Sea Bass (salvando Lloyd no processo), apagando o fogo com a água sanitária da privada da cabine onde Lloyd e Sea Bass estavam. Mais tarde, Beth se revela uma agente do FBI e ela quem ajuda Debi e Lloyd a se livrarem de Nicholas em Aspen, investigando as ações criminosas deste.
- Brad Lockerman como Bobby Swanson, marido sequestrado de Mary, por quem esta deseja pagar a quantia para libertá-lo. Durante todo o filme, Débi e Lloyd desconhecem sua existência, por isto tentam conquistar Mary. Estranhamente, Bobby é quem carrega o sobrenome de Mary, Swanson, ao invés dela carregar o dele.
- Brady Bluhm como Billy, um menino cego, que usa cadeira de rodas, mora no apartamento de número 4C e é vizinho de Debi e Lloyd. Lloyd vende para ele o periquito morto de Debi, "Petey", que está sem a cabeça.
- Felton Perry como Dale, o detetive de polícia
- Lin Shaye como Sra. Neugeboren (chamada por Debi de "Sra. Noogieburger"), dona de um dos cachorros que Debi estava levando para a exposição no início do filme.
- Joe Baker como Barnard, um dos amigos de Sea Bass que confrontam Debi e Lloyd na lanchonete.
- Harland Williams como o policial de motocicleta que intercepta Debi e Lloyd no meio do caminho
- Connie Sawyer como a velhinha no carrinho motorizado
- Fred Stoller como o homem ansioso para falar ao telefone na cabine telefônica

## Produção
John Hughes criou o rascunho original do filme antes de vendê-lo aos irmãos Farrelly e pediu que seu nome fosse ocultado dos créditos de roteiro; sua história foi chamado de Ski Nuts e era sobre "dois caras idiotas em Aspen". Os irmãos Farrelly vinham tentando há anos fazer seu primeiro filme. O agente do diretor Peter Farrelly o encorajou a fazer um filme ao lado de seu irmão Bobby.
Antes da produção do filme os Farrelly não conheciam Jim Carrey, eles apenas foram informados de que o ator era "o garoto branco" da série In Living Color. Foi somente depois de uma exibição do primeiro papel importante de Carrey em Ace Ventura: Pet Detective que os irmãos perceberam que haviam encontrado um ator perfeito para seu filme. Com base no sucesso de bilheteria de Ace Ventura, Jim Carrey conseguiu negociar um cachê de sete milhões de dólares para filmar Dumb & Dumber. Antes de Carrey, Steve Martin e Martin Short foram contatados para o papel de Lloyd, mas recusaram. De acordo com a revista New York, Gary Oldman também foi cogitado para o papel.
Nicolas Cage, que foi inicialmente proposto para ser o co-astro de Carrey, tentou negociar um aumento de US$ 2 milhões em seus honorários, mas a New Line Cinema não concordou e os produtores contataram Jeff Daniels, que teve ampla aprovação não só pelos Farrely como também por Carrey. A New Line também não queria Jeff Daniels no filme uma vez que o ator era mais conhecido por seus papéis em filmes de drama e, com isso, ofereceu um cachê de apenas cinquenta mil dólares na esperança de que isso o faria desencorajar assinar com o filme; contudo, Daniels surpreendeu o estúdio e aceitou a oferta, embora seu agente tivesse tentado convencê-lo a não assinar com o filme, temendo que o papel acabasse com sua carreira. Segundo algumas fontes, Chris Elliott e Rob Lowe também foram considerados para o papel de Harry.
O dente lascado de Jim Carrey é genuíno, sendo resultado de uma briga com um colega de classe em sua infância; após o ocorrido, Carrey realizou um implante de coroa para corrigir o dente. Durante as filmagens, o ator simplesmente tirava a peça do dente para interpretar Lloyd.

### Locações

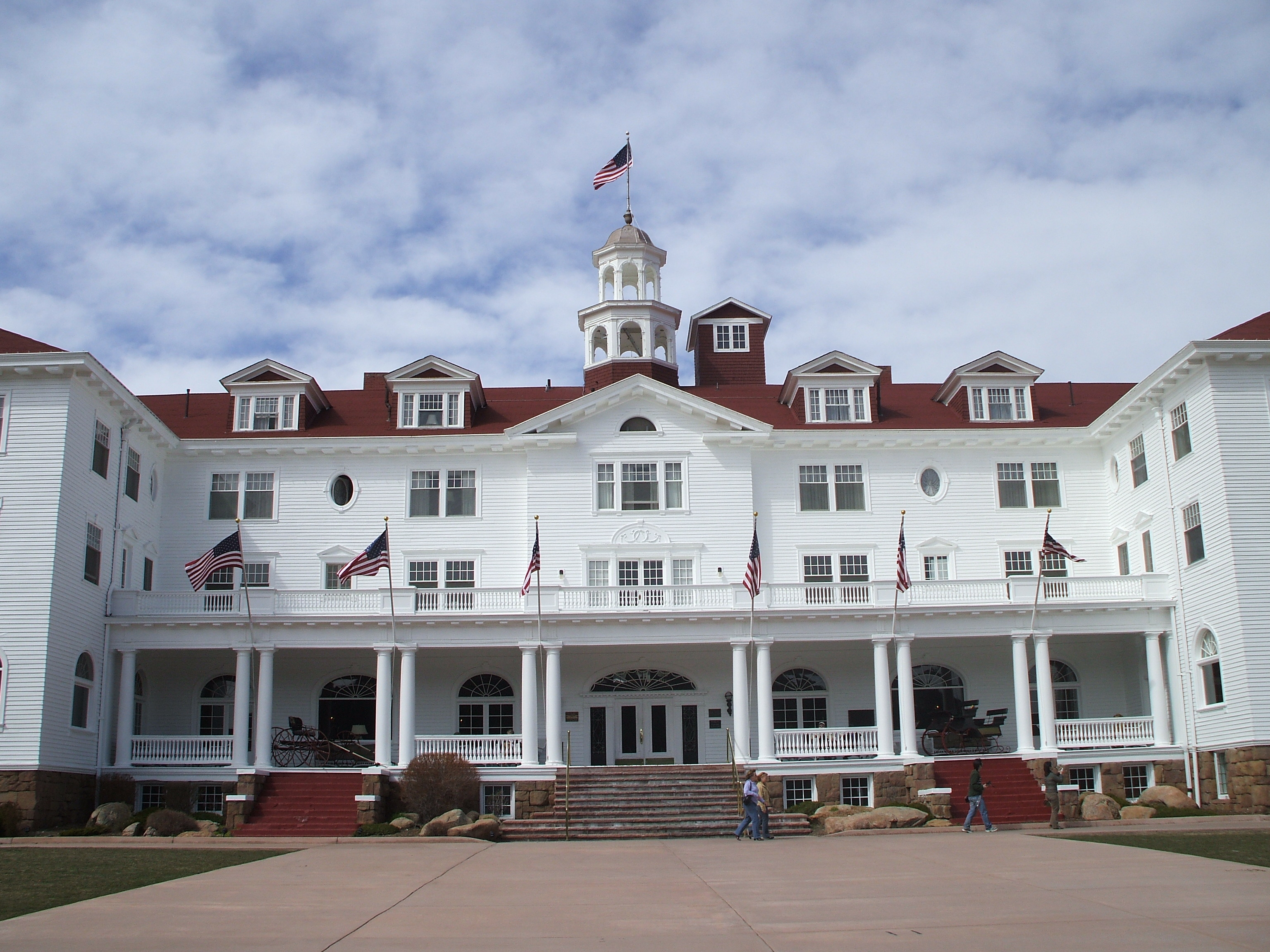
Fachada do The Stanley Hotel em Estes Park, usado no filme como locação para o "Danbury Hotel".

Cenas que ocorrem em Aspen foram filmados em Breckenridge, Colorado e Park City, Utah. The Stanley Hotel em Estes Park, Colorado foi transformado no "Danbury Hotel" para as filmagens do filme. No "Danbury Hotel" foram feitas as cenas do bar e gravações nas escadas foram filmados lá. As cenas filmadas na neve foram gravadas em Copper Mountain Resort.Algumas das cenas de rua externas foram filmadas em Salt Lake City. 
Algumas cenas do início do filme também foi rodado em locações na área metropolitana de Providence, Rhode Island área metropolitana, incluindo cenas para o horizonte, The Bug Big Blue, e cenas do início de sua viagem foram baleados em locais em Cumberland.

## Música
| Críticas profissionais | Críticas profissionais |
| Avaliações da crítica  | Avaliações da crítica  |
| Fonte                  | Avaliação              |
| ---------------------- | ---------------------- |
| Allmusic               | link                   |

Dumb and Dumber: Original Motion Picture Soundtrack é a trilha sonora original para o filme, a trilha sonora foi lançada pela RCA Records em 22 de novembro de 1994.
O álbum da trilha sonora teve uma recepção geralmente positiva da crítica. Joe Bishop, da Vice, nomeou o álbum como sua trilha sonora de filme favorita, enquanto Cameron Matthews, do mesmo site, o descreveu como "uma amostra perfeita do som de meados dos anos 90: pop rock efervescente com acordes vibrantes e audácia na medida certa, ou seja, aquilo que você pode mostrar aos seus filhos quando um dia eles perguntarem como foram os anos 90".
1. "The Ballad of Peter Pumpkinhead" por Crash Test Dummies (com Ellen Reid) (cover da banda XTC)[22]
2. "New Age Girl" por Deadeye Dick
3. "Insomniac" por Echobelly
4. "If You Don't Love Me (I'll Kill Myself)" por Pete Droge
5. "Crash (The '95 Mix)" por The Primitives
6. "Whiney, Whiney (What Really Drives Me Crazy)" por Willi One Blood
7. "Where I Find My Heaven" por Gigolo Aunts
8. "Hurdy Gurdy Man" por Butthole Surfers (cover de Donovan)
9. "Too Much of a Good Thing" por The Sons featuring Bret Reilly
10. "The Bear Song" por Green Jellÿ
11. "Take" por The Lupins
12. "You Sexy Thing" por Deee-Lite
13. "Get Ready" por The Proclaimers

A música "The Rain, The Park & Other Things", de The Cowsills não estava na trilha sonora, apesar de ter sido rodado bastante destaque na montagem de Lloyd fantasiando sobre Mary, bem como "Oh, Pretty Woman", de Roy Orbison, embora esta última estivesse em destaque durante uma das montagens do filme.
Outra música que também faltou ser incluída inicialmente foi "Rollin 'Down the Hill" por The Rembrandts, "Mmm Mmm Mmm Mmm" pelos Crash Test Dummies, "Red Right Hand" de Nick Cave and the Bad Seeds, "Can We Still Be Friends" de Todd Rundgren (que também escreveu a trilha sonora original), "Boom Shack-A-Lak" de Apache Indian e "Make Love Now" por Patrick Wilson.
Embora não esteja presente na trilha sonora, o filme é famoso por apresentar Carrey e Daniels cantando uma versão a cappella da canção "Mockingbird" para o personagem de Mike Starr. Já a canção "Go Your Own Way" por Fleetwood Mac foi destaque na versão editada para a televisão.

## Recepção

### Resposta da crítica
Dumb and Dumber recebeu críticas mistas dos críticos. O filme atualmente acumula um 64% "fresco" classificação global de aprovação sobre a análise de agregação site Rotten Tomatoes. No Metacritic, que atribui uma avaliação normalizada em 100 a comentários de críticos de cinema, tem uma pontuação de 39 com base em comentários de 13 críticos, indicando uma gama de opiniões aceitáveis.
Enquanto Roger Ebert deu ao filme apenas dois de quatro estrelas (apesar de elogios para o desempenho de Carrey, chamando-o de "verdadeiramente original", e a piada do periquito morto), a maioria dos comentários foram positivos. Stephen Holden, do The New York Times chamou Jim Carrey de "o novo Jerry Lewis," e Peter Stack do San Francisco Chronicle chamou de "desenfreada", "divisão de costela", e deu ao filme o louvor para ser tanto um bruto e comédia pastelão e uma "comédia inteligente" ao mesmo tempo. Carrey foi indicado para o prêmio Framboesa de Ouro na categoria de "Pior Revelação".
O filme, desde então, adquiriu o status de um clássico cult.

### Premiações
Embora Dumb and Dumber não tenha conquistado nenhum grande prêmio de cinema americano, foi um sucesso no MTV Movie Awards de 1995. Carrey ganhou o prêmio de Melhor Performance Cômica, Carrey e Holly ganharam o prêmio de Melhor Beijo, e Carrey e Daniels foram indicados ao prêmio de Melhor Dupla na Tela. Em 2000, os leitores da revista Total Film votaram em Dumb and Dumber como o quinto maior filme de comédia de todos os tempos. O filme ocupa a 445ª posição na lista de 2008 da Empire dos 500 maiores filmes de todos os tempos. 
- Ganhou 2 prêmios no MTV Movie Awards, nas seguintes categorias: Melhor Comediante (Jim Carrey) e Melhor Beijo (Jim Carrey e Lauren Holly). Foi ainda indicado na categoria de Melhor Dupla (Jim Carrey e Jeff Daniels).
- Recebeu uma indicação ao Framboesa de Ouro, na categoria de Pior Revelação (Jim Carrey).

### Bilheteria
O filme foi um sucesso de bilheteria arrecadando US$ 127,175,374 nos Estados Unidos e US$ 247,275,374 em todo o mundo (contra um orçamento de US$ 17 milhões), estando no topo da temporada de férias filme bruto.

## Legado

### Série animada

Abertura para o desenho animado

Em 1995, a Hanna-Barbera produziu uma série animada que foi ao ar na ABC, como parte de sua linha de desenho animado no sábado de manhã, Matt Frewer forneceu a voz de Lloyd, enquanto Bill Fagerbakke fez a voz de Harry. No desenho, Harry e Lloyd conseguiram readquirir a sua van agora com o nome "Otto". O desenho animado também apresenta um novo personagem, Kitty, uma fêmea castor pet roxa que parece ser mais esperta do que os homens. A série animada foi escrito por Bennett Yellin, co-roteirista do filme.

### Prequela
Em 2003, uma prequela foi lançada nos cinemas: Dumb and Dumberer: When Harry Met Lloyd. A prequela contou com um elenco diferente do filme anterior e os irmãos Farrelly não tiveram nenhuma participação na produção do filme. Foi fortemente criticado pelos críticos, recebendo uma classificação de 10% no Rotten Tomatoes, e se tornou apenas um sucesso moderado, arrecadando cerca de US$ 39.2 milhões em todo o mundo contra um orçamento de US$ 19 milhões, ao contrário do filme original que obteve US$ 247 milhões em todo o mundo contra US$ 17 milhões de orçamento.

### Sequência

Logotipo promocional do filme.

Em outubro de 2011, os irmãos Farrelly confirmaram que fariam uma continuação de Dumb and Dumber. A sequência, intitulada Dumb and Dumber To, foi filmada no outono de 2013. Carrey e Daniels voltaram para estrear o filme, e Bobby e Peter Farrelly voltaram para dirigi-lo junto com o roteirista do primeiro filme Bennett Yellin; alguns outros atores reprisaram seus papéis como Brady Bluhm, que interpretou o menino cego do apartamento 4C Billy e Cam Neely que interpretou Sea Bass. Dumb and Dumber To foi lançado em 14 de novembro de 2014. Em comparação com o primeiro filme de 1994, Dumb and Dumber To foi recebido com críticas geralmente negativas, embora tenha feito uma boa bilheteria.
Ao contrário do filme original, Dumb and Dumber To não foi lançado pela New Line Cinema, mas sim pela Universal Pictures. Apesar disso, a New Line Cinema foi creditada no cartaz de lançamento e também nos créditos iniciais e finais do filme.